# Metaphryno bella
Metaphryno bella là một loài ruồi trong họ Tachinidae.